# Esneux
Esneux là một đô thị ở tỉnh Liège. Tại thời điểm ngày 1 tháng 1 năm 2006, Esneux có tổng dân số 13,072. Tổng diện tích là 34.05 km² với mật độ dân số 384 người trên mỗi km².
Esneux có ba làng: Esneux, Mery Hony và Tilff. Các làng này nằm trong thung lũng sông Ourthe về phía nam thành phố Liège. Một tuyến đường sắt nối các khu vực này và kéo dài về phía nam đến Luxembourg).